# أبو طيلون فارسي
أبو طيلون فارسي (الاسم العلمي: Abutilon persicum) هو نوع من النباتات يتبع جنس الأبو طيلون من الفصيلة الخبازية.